# Unterwestrich (neu)
Unterwestrich (neu) ist ein seit 2016 entstandener Stadtteil von Erkelenz, Kreis Heinsberg, in Nordrhein-Westfalen. Der Ort wurde wegen der ehemals geplanten Abbaggerung des Dorfes Unterwestrich durch den Tagebau Garzweiler gebaut, aufgrund des Kohleausstiegs 2030 bleibt dieser aber erhalten.

## Lage

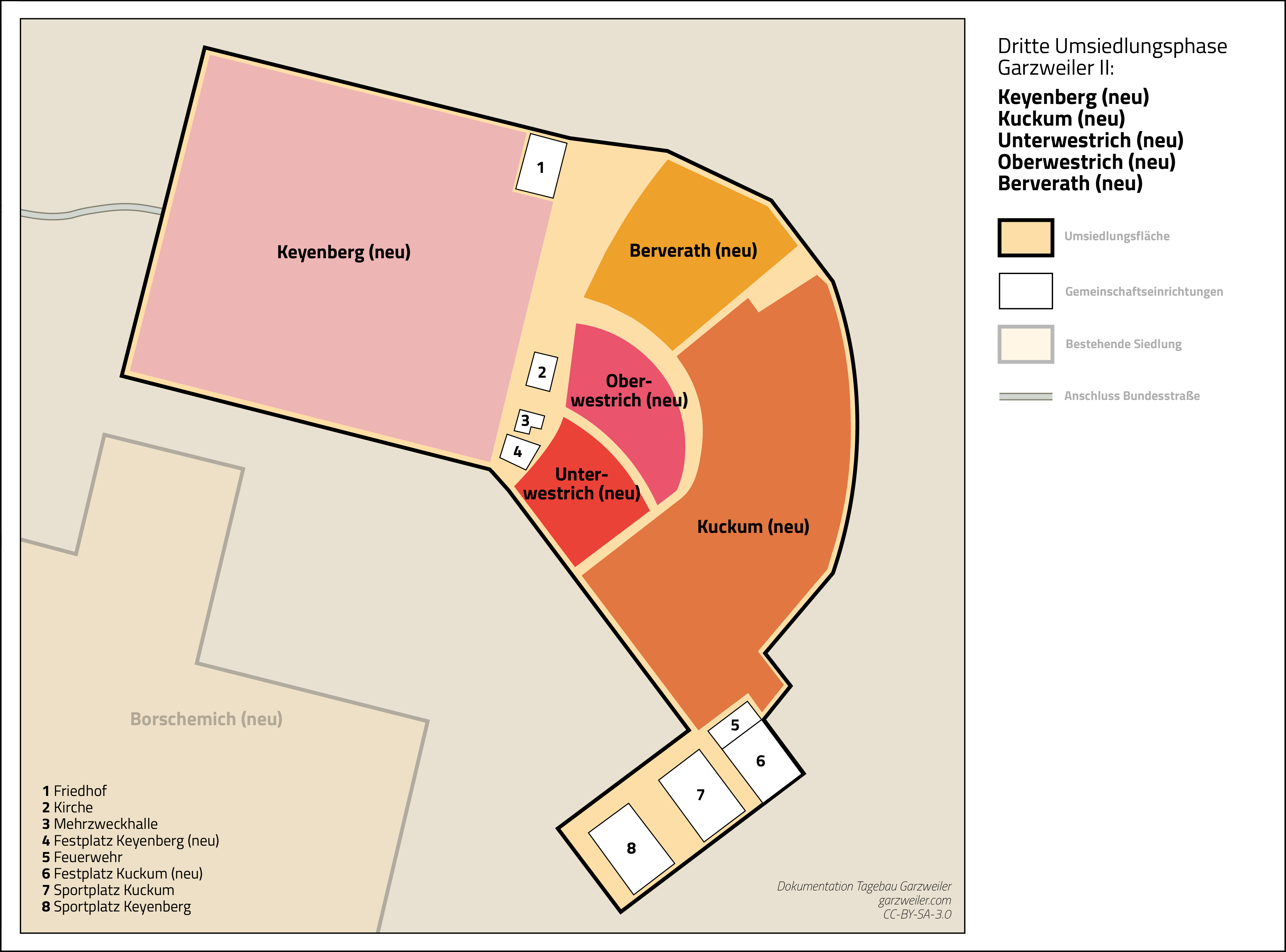
Unterwestrich (neu) mit den anderen vier umgesiedelten Orten nördlich von Erkelenz der dritten Umsiedlungsphase des Tagebaus Garzweiler II.

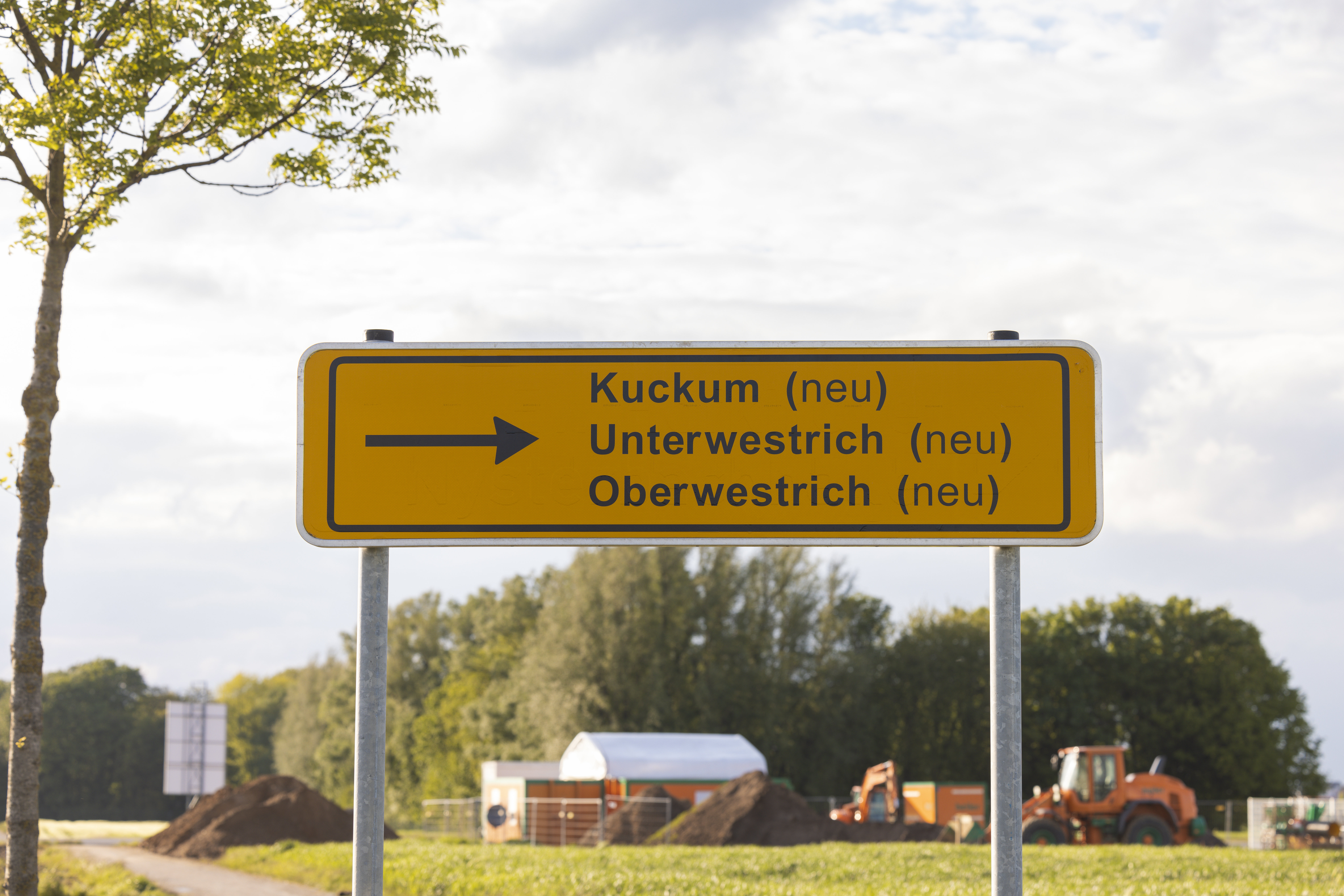
Südliche Zufahrt zu den Umsiedlerorten Unterwestrich (neu), Oberwestrich (neu) und Kuckum (neu)

Im Norden grenzt Unterwestrich (neu) an Oberwestrich (neu), im Westen an Kuckum (neu) und im Osten an Keyenberg (neu).

## Geschichte

### Ortsgeschichte
Seit dem 1. Dezember 2016 wurde der bisherige etwa fünf Kilometer entfernte Ort Unterwestrich umgesiedelt. Der gemeinsame Bebauungsplan für die direkt benachbart liegenden Umsiedlungsorte Keyenberg (neu), Kuckum (neu), Oberwestrich (neu) und Berverath (neu) erhielt am 22. Januar 2016 Rechtskraft. Der erste Spatenstich erfolgte am 9. April 2016, Ende des Jahres 2016 war ein Großteil der Erschließung bereits fertiggestellt.
Durch Beschluss des Rates der Stadt Erkelenz vom 14. Mai 2025 wird der Ort ab dem 1. Juli 2026 von Unterwestrich (neu) in Westrich umbenannt werden.

### Bevölkerungsentwicklung
Einwohnerzahlen der Ortschaft Unterwestrich (neu) (Einwohnerzahlenentwicklung durch die Umsiedlung)
| Jahr | Ew. |
| ---- | --- |
| 2018 | 2   |
| 2019 | 10  |
| 2020 | 27  |
| 2021 | 30  |
| 2022 | 28  |

## Verkehr

### Bahn
Die nächsten Stationen befinden sich in Erkelenz und Herrath.

### Bus
Die AVV-Buslinie 412 der WestVerkehr verbindet die benachbarten Orte Kuckum (neu) und Keyenberg (neu) wochentags mit Erkelenz und Wegberg. Die nächstgelegene Bushaltestelle ist Kuckum Markt.
| Linie | Verlauf |
| ----- | --- |
| 412   | Erkelenz Bf – Erkelenz Gymnasium / Erkelenz Burg – Borschemich (neu) – Kuckum (neu) – Keyenberg (neu) – Rath-Anhoven – Mehlbusch – Kipshoven – Moorshoven – Beeck – Beeckerheide – Gerichhausen – Wegberg Bf – Wegberg Busbf |

### Auto
Westlich von Unterwestrich (neu) verläuft die Bundesstraße 57 (B 57). Die nächstgelegene Autobahnanschlussstelle Erkelenz Ost an der A 46 befindet sich bei Mennekrath/Terheeg. Die Verkehrsanbindung des Ortes erfolgt über einen Kreisverkehr auf der B 57.